# Башспирт
АО «Башспирт» (баш. АЙ "Башспирт") — российский производитель этилового спирта и спиртосодержащей продукции, расположенный в Башкортостане. Четвёртый по величине производитель водки в России в 2008 году.
Полное фирменное наименование — Акционерное общество «Башспирт»; предыдущие названия — Государственное унитарное предприятие «Башспирт», Открытое акционерное общество «Башспирт». Штаб-квартира — в городе Уфе.

## История
В 2000 году семь заводов-производителей Башкирии объединились в единую структуру ГУП «Башспирт»: Белебеевский спиртоводочный комбинат, Ишимбайский вино-водочный завод, Бирский спиртоводочный комбинат, Ермолаевский спиртоводочный комбинат, Стерлитамакский спиртоводочный комбинат, Уфимский спиртоводочный комбинат, Уфимский вино-водочный завод.
22 мая 2006 года ГУП «Башспирт» преобразовано в ОАО «Башспирт», куда вошли головная организация, оптовые склады и 4 филиалов.
Решением Совета директоров ОАО «Башспирт» от 09 августа 2006 года ликвидированы филиалы: Ишимбайский вино-водочный завод в г. Ишимбае, Уфимский вино-водочный завод «Иремель» в г. Уфе. Ишимбайский вино-водочный завод реорганизован в вино-водочное производство Стерлитамакского спирто-водочного комбината «СТАЛК» — филиала ОАО «Башспирт».
В 2012 году компания Nemiroff начала выпускать водку на мощностях «Башспирта» — в Белебее, Стерлитамаке и Уфе. Также предприятие вошло в число лучших производителей Башкирии.

## Собственники и руководство
Единственным акционером является Республика Башкортостан в лице Министерства земельных и имущественных отношений Республики Башкортостан (100 % доля государства).
Генеральный директор — Абдрахимов, Раиф Рамазанович.

## Структура
АО «Башспирт» включает в свой состав 4 филиалов:
- Белебеевский спиртоводочный комбинат (предприятие основано в 1895 г.), г. Белебей[13].
- Бирский спиртоводочный комбинат (предприятие основано в 1894 г.), г. Бирск[14].
- Стерлитамакский спиртоводочный комбинат (предприятие основано в 1796 г.), г. Стерлитамак[15]
- Уфимский спиртоводочный комбинат (предприятие основано в 1894 г.), г. Уфа[16].